# 쌍성 주위 행성
쌍성 주위 행성(circumbinary planet)은 쌍성 궤도 바깥을 공전하는 행성이다. 현재 공식적으로 검증된 쌍성 주위 행성으로는 처녀자리 HW와 PSR B1620-26등이 있다.

## 특징
쌍성계에도 행성은 있을 수 있으나, 보통의 경우 쌍성의 구성원 중 하나 주위를 공전하고 있다. 그에 비해 쌍성주위 행성은 가까이 붙어 돌고 있는 근접쌍성을 마치 하나의 어머니 항성처럼 삼아 돌고 있다는 점이 전자와 다르다. 쌍성주위 행성의 어머니 항성들은 가까이 붙어 돌고 있고, 이들의 중력적 섭동 때문에 항성들 가까이에서는 행성이 태어날 수 없다. 따라서 행성은 두 항성이 그리는 공전 궤도로부터 떨어져 있는 곳에서 생겨났을 것이다.
만약 지구와 같은 자전 방향을 갖는 천체가 쌍성주위 행성이라고 가정하면, 이 행성 표면에 서 있는 관측자의 눈에는 동쪽 지평선으로부터 두 개의 태양이 함께 떠서 하늘을 횡단한 뒤 서쪽 지평선으로 함께 지는 것처럼 보일 것이다.

## 발견
외계 행성 탐사 초기 천문학자들은 태양과 같은 단독성만이 행성을 거느릴 수 있고, 쌍성계에서는 행성이 생겨날 수 없다고 믿었다. 그러나 이후 고니자리 16과 같은 쌍성계에서도 행성이 발견되면서 기존의 믿음이 잘못되었음이 밝혀졌다. 짧은 주기로 공전하는 쌍성계에서 최초로 발견된 행성은 2003년 발견 사실이 검증되었던 PSR B1620-26 b였다. 이 행성의 어머니 항성들은 하나는 펄사, 다른 하나는 백색 왜성으로 상대적으로 가까이 붙어서 서로의 질량 중심을 공전하고 있다.(이 행성은 지금까지 알려진 4개의 펄사 행성 중 하나이다)
1999년 미시 중력 렌즈를 이용, 근접 쌍성계인 MACHO-1997-BLG-41 주위 외계 행성 하나를 발견했다는 주장이 제기되었다. 이 행성은 가까이 붙어 서로를 도는 적색 왜성으로부터 멀리 떨어져 공전하고 있는 것으로 추측되었으나, 이후 검증에 실패했다.
쌍성계 용자리 CM 주위를 행성 하나가 돌고 있다는 주장이 몇 년 전 제기되어 지금까지 검증 중이다. 과학자들은 비록 실제 사례가 등장하지 않았지만 근접 쌍성계를 도는 행성을 발견하는 것은 시간문제일 것으로 예상해 왔다.
2007년 쌍성계 HD 98800 주위를 먼지 원반이 두르고 있음이 공식적으로 검증되었다. 이 사실은 쌍성주위 행성이 존재할 것이라는 새로운 희망을 안겨주었다. HD 98800은 근접 쌍성 두 무리로 이루어져 있으며 이들 두 쌍은 다시 서로의 공통 질량 중심을 기준으로 공전 운동을 하고 있는, 다소 복잡한 구조를 갖고 있다. 여기서 한 쪽 쌍은 먼지 원반이 있는 반면 다른 쪽 쌍은 아무것도 주위에 없다.
2008년 처녀자리 HW의 근접 쌍성계가 행성 하나와 갈색 왜성 하나를 자식으로 거느리고 있는 것으로 밝혀졌다. 행성 처녀자리 HW c는 슈퍼 목성으로 분류할 수 있으며 자신의 모항성 둘 주위를 약 9년 주기로 한 바퀴 공전한다.

## 대중 매체에서
- 스타워즈에서 타투인 행성은 쌍성 주위 행성으로 나온다.

## 참고 문헌
1. ↑  “Notes for star PSR B1620-26”. 《The Extrasolar Planets Encyclopaedia》.
2. ↑  Albrow;  외. (2000). “Detection of Rotation in a Binary Microlens: PLANET Photometry of MACHO 97-BLG-41”. 《The Astrophysical Journal》 534 (2): 894–906. doi:10.1086/308798.[깨진 링크(과거 내용 찾기)]
3. ↑  Bennett;  외. (1999). “Discovery of a planet orbiting a binary star system from gravitational microlensing”. 《네이처》 402: 57–59. doi:10.1038/46990.
4. ↑  Deeg, H. J.; Doyle, L. R.; Kozhevnikov, V. P.; Blue, J. E.; Martín, E. L.; Schneider, J. (2000). “A search for Jovian-mass planets around CM Draconis using eclipse minima timing.”. 《Astronomy and Astrophysics》 358: L5–L8.
5. ↑  Elise, Furlan (2007년 5월 2일). “HD 98800: A 10-Myr-Old Transition Disk”. 《Cornell University》. arXiv.
6. ↑  오철우 기자 (2009년 2월 5일). “스타워즈처럼 ‘두 개의 태양’ 뜨는 곳 존재”. 한겨레신문. 2009년 4월 14일에 확인함.